# الحسن الحلواني
الْحسن بن عَليّ بن محمد الْحلْوانِي الهذلي  يُقَال لَهُ الْخلال، راوي حديث نبوي من الثقات الحفاظ وإمام أئمة الحديث كلهم الا النسائي، نزل ببغداد وحلوان وسكن مكّة، وكنيته أَبُو مُحَمَّد، مات بمكة في ذي الْحجة سنة اثْنَتَيْنِ وَأَرْبَعين وَمِائَتَيْنِ.

## روايته للحديث النبوي
- روى عن: إبراهيم بن خالد الصنعاني، وأزهر بن سعد السمان، وإسحاق بن إبراهيم بن يزيد الفراديسي الدمشقي، وإسحاق بن عيسى بن الطباع، وبشر بن ثابت البزار، وبشر بن عمر الزهراني، وجعفر بن عون، وحجاج بن المنهال الأنماطي، والحسن بن موسى الأشيب، وحسين بن علي الجعفي، وأبى أسامة حماد بن أسامة، وخالد بن عمرو القرشي الأموي، وأبي توبة الربيع بن نافع الحلبي، وروح بن عبادة، وزيد بن الحباب العكلي، وسعيد بن الحكم بن أبي مريم، وسعيد بن عامر الضبعي، وسليمان بن حرب، وسليمان بن داود الهاشمي، وسهل بن حماد أبي عتاب الدلال، وشبابة بن سوار، وصفوان بن صالح الدمشقي، وصفوان بن هبيرة، وأبي عاصم الضحاك بن مخلد، وأبى صالح عبد الله بن صالح المصري، وعبد الله بن نافع الصائغ، وعبد الله بن نمير، وأبي عبد الرحمن عبد الله بن يزيد المقرئ، وعبد الحميد بن عبد الرحمن الحماني، وعبد الرزاق بن همام، وعبد الصمد بن عبد الوارث، وعبد العزيز بن يحيى الحراني، وأبي صالح عبد الغفار بن داود الحراني نزيل مصر، وعبد الملك بن إبراهيم الجدي، وأبى عامر عبد الملك بن عمرو العقدي، وعفان بن مسلم الصفار، وعلي بن المديني، وعمرو بن عاصم الكلابي، وعون بن عمارة، وأبي غسان مالك بن إسماعيل، وأبي معاوية محمد بن حازم الباهلي، ومحمد بن عبيد الطنافسي، ومحمد بن عيسى بن الطباع، ومحمد بن الفضل السدوسي عارم، ومعاذ بن هشام، وأبي سلمة موسى بن إسماعيل، وأبي حذيفة موسى بن مسعود، ونعيم بن حماد، وأبي الوليد هشام بن عبد الملك الطيالسي، وهشام بن عمار، ووكيع بن الجراح، ووهب بن جرير، ويحيى بن آدم، ويحيى بن إسحاق السيلحيني، ويحيى بن عبد الله بن بكير، ويزيد بن هارون، ويعقوب بن إبراهيم بن سعد، ويعلى بن عبيد الطنافسي.[4]
- روى عنه: الجماعة سوى النسائي، وإبراهيم بن إسحاق الحربي، وأحمد بن علي الآبار، وأبو بكر أحمد بن عمرو بن أبي عاصم النبيل، وإسحاق بن الصباح، وأبو الوليد بشر بن أبي عاصم الكوفي، وجعفر بن محمد بن أبي عثمان الطيالسي، والحسين بن إسحاق التستري، وعبد الله بن زيدان البجلي، وعبد الله بن صالح البخاري، ومحمد بن إسحاق الثقفي السراج، ومحمد بن عبد الله بن سليمان الحضرمي، وأبو بكر محمد بن أبي عتاب الأعين، ومحمد بن علي بن زيد الصائغ المكي، ومحمد بن محمد بن عقبة الشيباني الكوفي، ومحمد بن هارون بن حميد بن المجدر، ويحيى بن الحسن بن جعفر بن عبيد الله العلوي النسابة.[4]
- الجرح والتعديل: قال يعقوب بن شيبة: «كان ثقة، ثبتًا، متقنًا»، وقال يحيى بن معين وأبو حاتم الرازي والنسائي: «ثقة»، وقال أبو داود: «كان عالمًا بالرجال، وكان لا يستعمل علمه.»، وقال النسائي: «ثقة»، وقال الخطيب البغدادي: «كان ثقة حافظًا.»،[5] وكان الحلواني لا يُكفّر من وقف في القرآن؛ فتركه أحمد بن حنبل، قال عبد الله بن أحمد بن حنبل: سألت أبي عنه، فقال: ما أعرفه بطلب الحديث، ولا رأيته يطلب الحديث. قلت: إنه يذكر أنه كان ملازما ليزيد بن هارون. فقال: ما أعرفه إلا أنه جاءني إلى ها هنا يسلم علي ولم يحمده أبي، ثم قال: تبلغني عنه أشياء أكرهها، ولم أر أبي يستخفه. وقال أبي مرة أخرى: أهل الثغر عنه غير راضين. روى له الجماعة أصحاب الكتب الستة إلا النسائي.[4][6]